# Фернандо Нуньес де Лара
Фернандо Нуньес де Лара (исп. Fernando Núñez de Lara; упоминается в 1173—1219 годах) — кастильский граф из династии Лара. Большую часть своей карьеры он провел на службе Кастильскому королевству, но иногда служил и соседнему королевству Леон. Он был придворным, почти постоянно присутствовавшим при дворе в конце правления Альфонсо VIII (1158—1214), которому он дважды служил альфересом, высшим военным постом в королевстве, а также сражался вместе со своими братьями Альваро и Гонсало в битве при Лас-Навас-де-Толоса в 1212 году.

## Семья
Фернандо был сыном Нуньо Переса де Лара и Терезы Фернандес де Трабы, которая после смерти Нуньо в 1177 году вышла замуж за короля Фердинанда II Леонского, забрав своих детей от первого брака, чтобы жить при королевском дворе. Незадолго до 1202 года Фернандо женился на некой Майор.
Фернандо и Майор было родителями четверых детей: Фернандо (ум. до июня 1232); Альваро (ум. 1240), который женился за инфанте Марии Альфонсо, незаконнорожденной дочери короля Леона Альфонсо IX и Тереза Хиль де Совероса. От неизвестной любовницы у Фернандо были дочери Тереза Альварес, жена Диего Лопес де Сальседо; Санча, жена инфанта Фердинанда, младшего сына короля Португалии Афонсу II; и Тереза, вышедшая замуж за графа Понса IV де Ампурьяса.

## Феоды и земли
Широта власти и влияния Фернандо очевидна в перечне территорий, которыми он, как известно, управлял. В 1173—1190 годах Фернандо владел феодами Агилар-де-Кампоо (1173—1190), Эррера (1173—1188), Амайя (1175—1190), Каррион (1175—1190) и Авиа (1176—1188). Позднее ему принадлежали Убьерна (1181—1190), Тамарис (1181—1195), Ордехон (1182—1186) и Сальданья (1183—1190). Среди феодов, которыми он, по-видимому, владел в течение короткого периода времени, были Астуриас-де-Сантильяна (1173), Льебана (1178), Монсон (1179), Куэнка-де-Кампос (1181), Вильяэскуса (1183), Моратинос (1184), Тороньо (1192—1194), Астуриас-де-Тинео (1193), Астудильо (1196) и Медина-дель-Кампо (1210). Обширная область Астуриас-де-Овьедо, некогда бывшая сердцем королевства, трижды принадлежала Фернандо (1191, 1192—1193, 1200), и дважды (1187—1190, 1202) — Ла-Буреба, кастильский район, граничащий с Наваррой, где его правление было прервано Диего Лопесом II де Аро.
Есть свидетельства, что Фернандо Нуньес де Лара стремился объединить свои земли в регионе вокруг Бургоса, столицы Кастилии. Его дочери продали важные поместья в Бургосе и его окрестностях епархии Бургоса в течение 1240-х годов, а его жена сделала пожертвование кафедральному собору Бургоса. Позднее его сын Альваро пожертвовал церковь Боадилья-дель-Камино в регионе Бургос епархии Паленсии .
22 января 1189 года Фернандо был удостоен королевской милости за свою верную службу, получив от короля Альфонсо VIII поместья в Уэрте и Карабанчеле. Его карьера после этой даты была отмечена не столько верностью, сколько оппортунизмом, и он часто менял верность между кастильским и леонскими дворами. С 15 января 1191 года по 17 июля 1194 года его можно проследить при дворе короля Леона Альфонсо IX, а затем снова с 24 июня 1199 года по 6 января 1200 года. 8 декабря 1199 года Альфонсо IX пожаловал своей новой жене, Беренгуэле Кастильской несколько замков, которые принадлежали Фернандо как её вассалу. В то время как общее число королевских замков, отданных таким образом, составляло тридцать, те, которые должны были содержаться Фернандо, находились в Астурии: Агилар, Госон, Вентоса, Буанга, Овьедо, Санта-Крус-де-Тинео и Тудела. Последующие пребывания Фернандо при леонском дворе были более краткими — в 1208, 1217 и 1219 годах.

## Отношения с церковью
Фернандо Нуньес де Лара благоволил бенедиктинскому дому Сан-Сальвадор-де-Онья пожертвованием в 1183 году и премонстратскому монастырю в Агилар-де-Кампоо в 1205 году. Другие его отношения с церковью носили более экономический характер и часто были полемическими. В 1208 году он заключил соглашение с монастырем Собрадо в имущественном споре. В 1215 году он совершил обмен собственностью с епархией Паленсии. В июле 1216 года он продал поместье в Берланаге-де-Дуэро монастырю Санта-Мария-ла-Реаль-де-Лас-Уэльгас в Бургосе за 1000 мараведи и в то же время был вовлечен в судебный спор с приором Сан-Хуан-де-Бургос в том же городе. Фернандо также делал пожертвования военным орденам. Орден Калатравы получил пожертвование в 1182 году, а в 1193 году было сделано пожертвование госпитальерам. До этого, 8 августа 1183 года, Фернандо обменялся с последним недвижимостью. В 1203 году он сделал пожертвование леонскому Ордену Сантьяго, с которым ранее, вероятно, между 1184 и 1186 годами, он был вовлечен в серию судебных процессов по поводу собственности в Вильялоне.
Фернандо Нуньес де Лара в последний раз упоминается 28 апреля 1219 года. По неизвестным причинам он отправился в изгнание в Африку и умер в Марракеше после того, как был принят в Орден госпитальеров на смертном одре. Его тело было привезено для погребения в госпиталь госпитальеров, основанный его родителями в Пуэнте-Итеро. Его вдова была жива еще в 1232 году.